# 우이산맥
우이산맥(무이산맥, 중국어 정체: 武夷山脈, 병음: Wuyi Mountains)은 중화인민공화국의 장시성과 푸젠성 접경지역에 있으며 장시성과 푸젠성을 가르는 역할을 한다. 또한 우이산맥은 화중 지방과 화남 지방을 구분짓는 역할도 겸하고 있다. 우이산맥의 남쪽으로는 광둥성과 장시성의 접경지역에 있는 다위링산맥과 이어진다. 우이산맥의 남부는 산링산맥(杉嶺山脈)으로 알려져 있다. 그리고 북동쪽으로는 저장성 서남부의 셴샤링산맥(仙霞嶺山脈)과 이어져 있다. 이 세 산맥은 모두 중국 남동부 성들의 경계에 위치하고 있다. 우이산맥의 최고봉은 황강산(黃岡山)이다.

## 역사
우이산맥은 오래전부터 많은 문화와 종교의 영향을 받아 유적과 문화재들이 많이 남아있다. 주자 강학의 문공서원(文公書院), 18~19세기에 만들어진 자양서원(紫陽書院) 등이 있다.

## 같이 보기
- 우이산